# Ҏ (слово ћирилице)
Ҏ ҏ (искошено: Ҏ ҏ) је слово ћириличног писма. Његов облик је изведен од ћириличног слова Р додавањем квачице на поље слова.
Ҏ ҏ се користи у азбуци килдин сами језика, где представља безвучни алвеоларни трепер  (као велшки rh).

## Рачунарски кодови
| Знак                      | Ҏ                                    | Ҏ                                    | ҏ                                  | ҏ                                  |
| ------------------------- | ------------------------------------ | ------------------------------------ | ---------------------------------- | ---------------------------------- |
| Назив у Уникоду           | CYRILLIC CAPITAL LETTER ER WITH TICK | CYRILLIC CAPITAL LETTER ER WITH TICK | CYRILLIC SMALL LETTER ER WITH TICK | CYRILLIC SMALL LETTER ER WITH TICK |
| Врста кодирања            | децимална                            | хексадецимална                       | децимална                          | хексадецимална                     |
| Уникод                    | 1166                                 | U+048E                               | 1167                               | U+048F                             |
| UTF-8                     | 210 142                              | D2 8E                                | 210 143                            | D2 8F                              |
| Нумеричка референца знака | &#1166;                              | &#x48E;                              | &#1167;                            | &#x48F;                            |

## Слична слова
- Р̌ р̌ : Ћирилично слово Р са кароном
- Ԗ ԗ : Ћирилично слово
- R r : Латинично слово